# Vaisodžiai

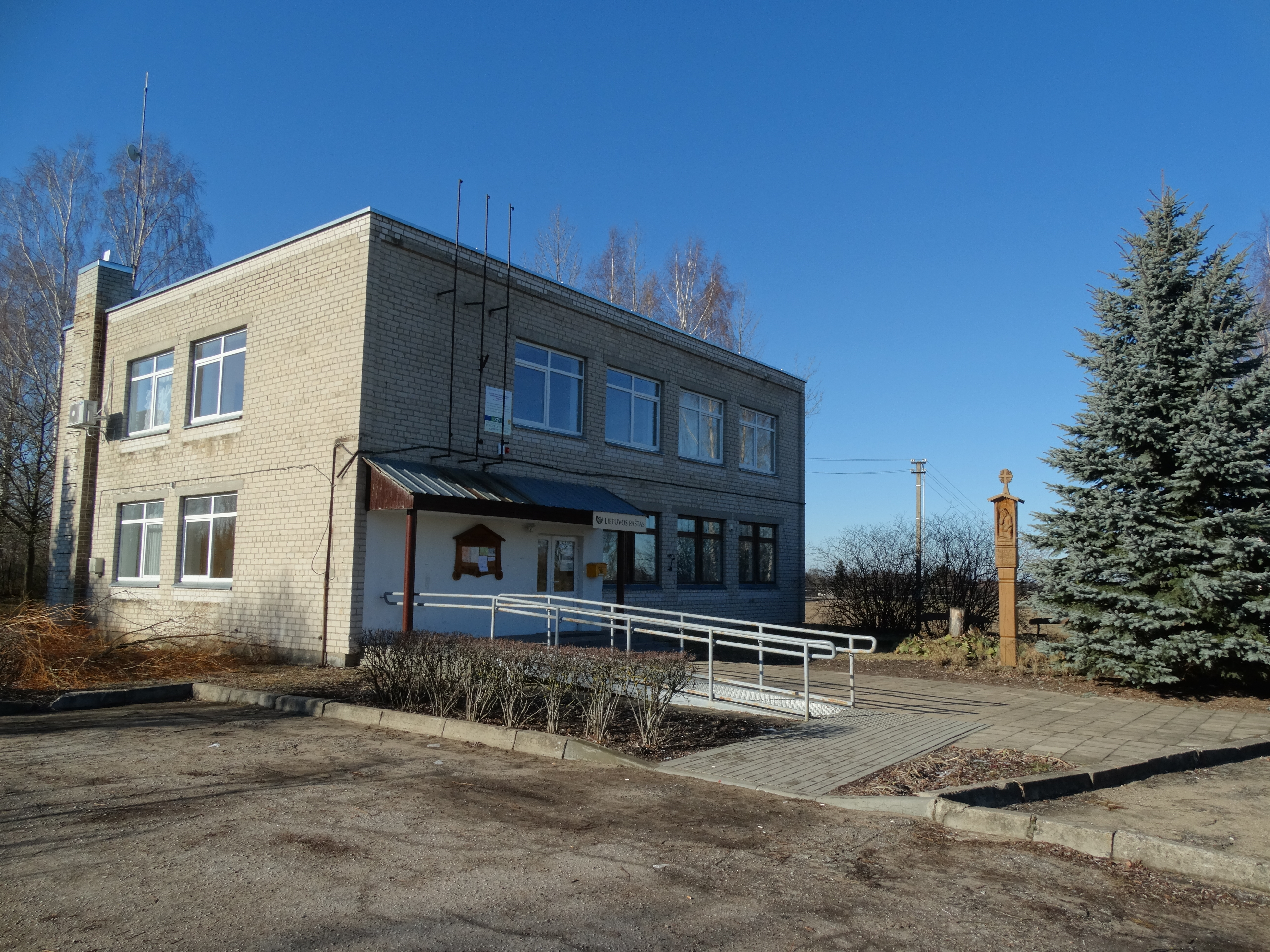
Post und Gemeindehaus

Vaisodžiai ist ein Ort im Amtsbezirk Punia, in der Rajongemeinde Alytus, nordöstlich von der Bezirkshauptstadt Alytus, 10 km südlich von Punia. Das Dorf mit 309 Einwohnern (2011) ist das Zentrum des gleichnamigen Unteramtsbezirks. Es gibt eine Hauptschule und eine Bibliothek.

## Personen
- Andrius Bautronis (* 1987), Politiker, seit 2019 Bürgermeister von Raseiniai